# Neurorregeneração
A regeneração de neuronas ou neurorregeneração refere-se ao reparo de tecidos nervosos, células ou produtos celulares. Tais mecanismos podem incluir geração de novos neurônios, glia, axônios, mielina ou sinapses. A geração neurossensiva difere entre o sistema nervoso periférico (PNS) e o sistema nervoso central (SNC) pelos mecanismos funcionais e especialmente a extensão e a velocidade. Quando um axônio está danificado, o segmento distal sofre degeneração de Waller, perdendo a bainha de mielina. O segmento proximal pode morrer por apoptose ou sofrer a reação cromatítica, que é uma tentativa de reparação. No SNC, a remoção sináptica ocorre quando os processos do pé glial invadem a sinapse passada.
As lesões do sistema nervoso afetam mais de 90 mil pessoas por ano. Estima-se que as lesões da medula espinhal sozinhas afetam 10.000 por ano. Como resultado desta alta incidência de lesões neurológicas, regeneração e reparação de nervos, um subcampo de engenharia de tecido neural, está se tornando um campo em rápido crescimento dedicado à descoberta de novas maneiras de recuperar a funcionalidade nervosa após uma lesão. O sistema nervoso é dividido em duas partes: o sistema nervoso central, que consiste no cérebro e na medula espinhal, e no sistema nervoso periférico, que consiste em nervos cranianos e espinhais junto com os gânglios associados. Embora o sistema nervoso periférico tenha uma capacidade intrínseca de reparo e regeneração, o sistema nervoso central é, na sua maioria, incapaz de auto-reparação e regeneração. Atualmente não há tratamento para recuperar a função nervosa humana após lesão no sistema nervoso central. Além disso, várias tentativas de re-crescimento do nervo através da transição PNS-CNS não foram bem-sucedidas. Simplesmente não há conhecimento suficiente sobre a regeneração no sistema nervoso central. Além disso, embora o sistema nervoso periférico tenha a capacidade de regeneração, ainda é necessário fazer muitas pesquisas para otimizar o meio ambiente para o potencial máximo de reparo. A geração de neuronas é importante clinicamente, pois faz parte da patogênese de muitas doenças, incluindo a esclerose múltipla.

## Regeneração do sistema nervoso periférico

Síndrome de Guillain-Barré - dano do nervo

A regeneração de neuronas no sistema nervoso periférico (PNS) ocorre em um grau significativo. Os brotos axonais se formam no coto proximal e crescem até entrarem no coto distal. O crescimento dos brotos é governado por fatores quimiotácticos secretados pelas células de Schwann (neurolemócitos). A lesão no sistema nervoso periférico desencadeia imediatamente a migração de fagócitos, células de Schwann e macrófagos para o local da lesão, a fim de eliminar detritos, como tecido danificado. Quando um axônio nervoso é cortado, a extremidade ainda ligada ao corpo da célula é rotulada como o segmento proximal, enquanto a outra extremidade é chamada de segmento distal. Após a lesão, a extremidade proximal incha e experimenta alguma degeneração retrógrada, mas uma vez que o resíduo é limpo, ele começa a brotar axônios e a presença de cones de crescimento pode ser detectada. Os axônios proximais podem voltar a crescer enquanto o corpo da célula estiver intacto, e eles fazem contato com as células de Schwann no canal ou tubo de endonecimento. As taxas de crescimento do axônio humano podem atingir 1 mm/dia em pequenos nervos e 5 mm/dia em grandes nervos. O segmento distal, no entanto, experimenta degeneração de Wallerian em poucas horas da lesão; os axônios e mielina degeneram, mas o endoneúrio permanece. Nos estágios posteriores da regeneração, o tubo endoneural restante direciona o crescimento do axônio de volta aos alvos corretos. Durante a degeneração de Waller, as células de Schwann crescem em colunas ordenadas ao longo do tubo endoneurário, criando uma banda de Büngner (boB) que protege e preserva o canal endoneurial. Além disso, os macrófagos e as células de Schwann liberam fatores neurotróficos que aumentam o re-crescimento.

## Regeneração do sistema nervoso central
Ao contrário das lesões do sistema nervoso periférico, as lesões no sistema nervoso central não são seguidas por uma regeneração extensiva. É limitado pelas influências inibitórias do ambiente glial e extracelular. O ambiente de crescimento hostil e não permissivo é, em parte, criado pela migração de inibidores associados a mielina, astrócitos, oligodendrócitos, precursores de oligodendrócitos e microglia. O ambiente dentro do SNC, especialmente após o trauma, neutraliza o reparo da mielina e dos neurônios. Os fatores de crescimento não são expressos ou reexpressos; por exemplo, a matriz extracelular está faltando lamininas. As cicatrizes gliais se formam rapidamente e a glia realmente produz fatores que inibem a remielinação e o reparo dos axônios; por exemplo, NOGO e NI-35. Os próprios axônios também perdem o potencial de crescimento com a idade, devido a uma diminuição na expressão de GAP 43.
A degeneração mais lenta do segmento distal do que a que ocorre no sistema nervoso periférico também contribui para o ambiente inibitório porque a mielina inibitória e os detritos axonais não são eliminados tão rapidamente. Todos esses fatores contribuem para a formação do que é conhecido como uma cicatriz glial, que os axônios não podem crescer. O segmento proximal tenta se regenerar após uma lesão, mas seu crescimento é dificultado pelo meio ambiente. É importante notar que os axônios do sistema nervoso central foram provados para regenerar em ambientes permissivos; portanto, o problema primário para a regeneração axonal do sistema nervoso central é atravessar ou eliminar o local da lesão inibitória. Outro problema é que a morfologia e as propriedades funcionais dos neurônios do sistema nervoso central são altamente complexas, por isso um neurônio não pode ser substituído funcionalmente por outro tipo (lei de Llinás).

## Inibição do rebrota axonal
A formação de cicatrizes gliais é induzida após danos ao sistema nervoso. No sistema nervoso central, esta formação de cicatrizes gliais inibe significativamente a regeneração do nervo, o que leva a uma perda de função. Várias famílias de moléculas são liberadas que promovem e conduzem a formação de cicatrizes gliais. Por exemplo, fatores de crescimento transformantes B-1 e -2, interleucinas e citoquinas desempenham um papel no início da formação de cicatrizes. O acúmulo de astrócitos reativos no local da lesão e a regulação de moléculas que são inibitórias para a proliferação de neurites contribuem para o fracasso da neuroregeneração. As moléculas acima reguladas alteram a composição da matriz extracelular de uma maneira que demonstrou inibir a extensão da proliferação de neurites. Esta formação de cicatrizes envolve vários tipos de células e famílias de moléculas.

### Proteoglicano de sulfato de condroitina
Em resposta a fatores indutores de cicatrizes, como os discutidos acima, os astrócitos regulam a produção de proteoglicanos de sulfato de condroitina. Os astrócitos são um tipo predominante de células gliais no sistema nervoso central que oferecem muitas funções, incluindo mitigação de dano, reparação e formação de cicatrizes gliais. A via RhoA está envolvida. Os proteoglicanos de sulfato de condroitina (CSPGs) demonstraram estar regulados no sistema nervoso central (SNC) após lesão. Os dissacárideos repetidos de ácido glucurônico e galactosamina, glicosaminoglicanos (CS-GAGs), são acoplados covalentemente aos CSPG do núcleo da proteína. As CSPGs demonstraram inibir a regeneração in vitro e in vivo, mas o papel que a proteína do núcleo CSPG versus CS-GAGs não havia sido estudado até recentemente.
Um estudo recente realizou experiências para determinar os CS-GAG presentes no córtex normal não ferido, bem como os presentes após a lesão e a cicatriz glial madura resultante. A diferença nos tipos e quantidades de CS-GAG presentes entre os dois foi então usada para estudar os efeitos inibitórios desses tipos de CS-GAG regulados em cicatriz glial na extensão de neurite. A análise resultante mostrou que os perfis GAG do córtex normal e do tecido cicatricial glial foram significativamente diferentes. O tecido cicatricial glial demonstrou uma regulação acima da condroitina-4,6-sulfato, condroitina-2-sulfato e condroitina-6-sulfato. Por outro lado, o tecido cortical não ferido mostrou que a maioria do CS-GAG era condroitina-4-sulfato, mas também alguns condroitina e condroitina-6-sulfato presentes.
Usando essa informação, foram realizados estudos para quantificar os efeitos inibitórios de CSPGs sobre a proliferação de neurites. Todas as amostras de amostras CSPG mostraram ser inibitórias para a proliferação de neurites. No entanto, CS-E e aggrecan mostraram ser o mais inibitório por uma grande margem, que continha principalmente GAG 4,6-sulfatado e GAG 4-sulfatado, respectivamente. Um comprimento médio de neurite para experimentos usando essas amostras foi de 22 ± 40 μm e 24 ± 44 μm, respectivamente. Isso é comparado com as outras médias que foram mais de dez vezes esses valores. Outro estudo demonstrou que o maior aumento após lesão na medula espinhal foi em condroitina 4-sulfatada. Neste estudo, os autores demonstram que aumentos ou diminuições seletivas da 4-sulfatação em proteoglicanos de sulfato de condroitina derivados de astrócitos têm ações de promoção do crescimento ou inibidoras do crescimento, respectivamente. Em conjunto, esses estudos apontam para a 4-sulfatação como uma modificação crítica das CSPGs na cicatriz glial.
O sulfato de condroitina proteoglicanos fosfacano e neurocan também demonstraram desempenhar um papel na cicatriz glial. O fosfanato mostrou ter níveis diminuídos na cicatriz glial quando comparado ao córtex não ferido. Esta diminuição é benéfica para a geração de nervos porque o fosfacano demonstrou inibir a extensão do neurite de forma semelhante aos outros CSPGs já discutidos. Alternativamente, a produção de neurocan é regulada em astrócitos na cicatriz glial quando comparada ao córtex não ferido e astrócitos em condições de cultura de células primárias. Estes níveis de neurocan elevado demonstraram permanecer elevados 30 dias após a lesão inicial. Isto implica neurocan como tendo um papel prolongado na cicatriz crônica.
A inibição da Rho-quinase (ROCK) com Y-27632 mostrou ativar astrócitos reativos e aumentar sua expressão de CSPGs. Estudos com Y-27632 mostraram que os sítios de lesão do sistema nervoso central tratados com Y-27632 causam uma regulação da proteína de ácido fibrilar glial e neurocan. Com culturas in vitro de astrócitos, o mesmo tratamento mostrou uma expressão aumentada de CSPGs e uma diminuição resultante na extensão de crescimento de neurite. Este efeito inibitório foi reduzido pela digestão dos componentes CSPG com condroitinase-ABC.
NG2 é outro tipo de proteoglicano de sulfato de condroitina que é expresso por células precursoras de oligodendrócitos. As células precursoras de oligodendrócitos são outro tipo de células gliais encontradas no sistema nervoso central que desempenham um papel na formação de cicatrizes gliais. Esses tipos de células podem se transformar em um oligodendrócito normal ou um astrócito positivo da proteína fibrilante glial, dependendo de fatores ambientais. A NG2 é encontrada na superfície dessas células e mostrou-se que inibe a extensão do crescimento do neurite também. Estas são moléculas transmembranares de alto peso molecular com a maior porção que se estende para o espaço extracelular.
Após lesão do sistema nervoso central, as células precursoras de oligodendrócitos que expressam NG2 são vistas em torno do local da lesão dentro de 48 horas após a lesão inicial. O número de células que expressam NG2 continua a aumentar nos próximos três a cinco dias e níveis elevados de NG2 são observados dentro de sete a dez dias da lesão. Estudos in vitro foram realizados para demonstrar o efeito que os níveis de NG2 desempenham na inibição do crescimento de neurites. Notavelmente, os neurônios não aderem a substratos feitos exclusivamente de NG2, o que sugere seus efeitos inibitórios na regeneração nervosa. Quando crescido em substratos contendo moléculas de NG2 e adesivo, a extensão de neurite mostrou-se reduzida em 40-45% quando comparada à extensão de neurite em substratos contendo apenas as moléculas adesivas. Além disso, as culturas foram criadas com superfícies listradas que alternavam pistas NG2 com pistas que apenas continham moléculas adesivas. Neurônios e axônios colocados nessas regiões listradas ficaram consistentemente nas pistas sem NG2. É claro, então, que o acúmulo de células que expressam NG2 no local da lesão cria uma barreira extracelular que inibe o crescimento do axônio na área da cicatriz glial.

### Proteoglicanos de sulfato de queratano
Como os proteoglicanos de sulfato de condroitina, a produção de proteoglicano de sulfato de queratano (KSPG) é regulada em astrócitos reativos como parte da formação de cicatrizes gliais. Os KSPGs também mostraram inibir a extensão da proliferação de neurites, limitando a regeneração nervosa. O sulfato de queratano, também chamado de queratossulfato, é formado a partir de unidades de dispersão de galactose e N-acetilglicosaminas repetidas. Também é 6-sulfatado. Esta sulfatação é crucial para o alongamento da cadeia de sulfato de queratano. Um estudo foi feito utilizando ratinhos deficientes em N-acetilglicosamina 6-O-sulfotransferase-1. Os ratinhos de tipo selvagem mostraram uma regulação significativa acima do mRNA que expressa N-acetilglicosamina 6-O-sulfotransferase-1 no local de lesão cortical. No entanto, nos murganhos deficientes em N-acetilglucosamina 6-O-sulfotransferase-1, a expressão de sulfato de queratano diminuiu significativamente quando comparada com os ratinhos de tipo selvagem. Da mesma forma, a formação de cicatrizes gliais foi significativamente reduzida nos ratinhos de N-acetilglucosamina 6-O-sulfotransferase-1 e, como resultado, a regeneração do nervo foi menos inibida.

### Outros fatores inibitórios
Proteínas de origem de detritos oligodendriticos ou gliais que influenciam a regeneração de neurossensores:
- NOGO - A família de proteínas Nogo, particularmente o Nogo-A, foi identificada como um inibidor da remielinação no SNC, especialmente na desmielinização mediada por autoimunes, como foi encontrada na Encefalomielite Autoimune Experimental (EAE) e naEsclerose Múltipla (EM). O Nogo A funciona através do seu terminal amino-Nogo, através de um receptor desconhecido, ou pelo seu terminal Nogo-66 através de NgR1, p75, TROY ou LINGO1. Antagonizar este inibidor resulta em melhor remielinação, pois está envolvido na via RhoA.[13][14]
- NI-35 um fator de crescimento não permissivo da mielina.
- MAG - A glicoproteína associada a mielina atua através dos receptores NgR2, GT1b, NgR1, p75, TROY e LINGO1.
- OMgp - Oligodendrócitos. Glicoproteína de mielina
- Ephrin B3 funciona através do receptor EphA4 e inibe a remielinação.[5]
- Sema 4D (Semaphorin 4D) funciona através do receptor PlexinB1 e inibe a remielinação.[5]
- Sema 3A (Semaphorina 3A) está presente na cicatriz que se forma tanto no sistema nervoso central[15][16] quanto nas lesões do nervo periférico[16] e contribui para as propriedades inibitórias de crescimento dessas cicatrizes.

## Tratamentos clínicos

### Cirurgia
A cirurgia pode ser feita no caso de um nervo periférico ter sido cortado ou de outra forma dividido. Isso é chamado de reconstrução do nervo periférico. O nervo ferido é identificado e exposto de modo que o tecido nervoso normal pode ser examinado acima e abaixo do nível de lesão, geralmente com ampliação, usando lupas ou um microscópio operacional. Se um grande segmento de nervo for prejudicado, como pode acontecer em uma lesão esmagadora ou esticada, o nervo precisará ser exposto em uma área maior. As porções feridas do nervo são removidas. As terminações nervosas cortadas são então cuidadosamente reaproximadas usando suturas muito pequenas. O reparo do nervo deve ser coberto por tecido saudável, que pode ser tão simples como fechar a pele ou pode exigir a movimentação da pele ou músculo para fornecer cobertura acolchoada saudável sobre o nervo. O tipo de anestesia utilizada depende da complexidade da lesão. Um torniquete cirúrgico é quase sempre usado.

#### Prognóstico
As expectativas após o reparo cirúrgico de um nervo periférico dividido dependem de vários fatores:
- Idade: A recuperação de um nervo após o reparo cirúrgico depende principalmente da idade do paciente. As crianças pequenas podem recuperar a função do nervo perto do normal. Em contraste, um paciente com mais de 60 anos com um nervo cortado na mão esperaria recuperar apenas uma sensação protetora; isto é, a capacidade de distinguir calor/frio ou afiado/aborrecido. [17]
- O mecanismo da lesão: lesões acentuadas, como uma ferida de faca, danificam apenas um segmento muito curto do nervo, recorrendo a sutura direta. Em contraste, os nervos que são divididos por esticar ou esmagar podem ser danificados em segmentos longos. Essas lesões nos nervos são mais difíceis de tratar e, geralmente, têm um resultado mais desfavorável. Além disso, lesões associadas, como lesões nos ossos, músculos e pele, podem tornar a recuperação do nervo mais difícil.[17]
- O nível de lesão: após o reparo de um nervo, as terminações nervosas regeneradoras devem crescer até o alvo. Por exemplo, um nervo ferido no pulso que normalmente proporciona sensação ao polegar, deve crescer até o fim do polegar para proporcionar sensação. O retorno da função diminui com o aumento da distância sobre o qual um nervo deve crescer.[17]

#### Enxerto de nervo autólogo
Atualmente, o enxerto autólogo de nervo, ou um auto-enxerto de nervo, é conhecido como o padrão-ouro para tratamentos clínicos usados para reparar grandes lacunas no sistema nervoso periférico. É importante que os nervos não sejam reparados sob tensão, o que poderia acontecer se as extremidades cortadas fossem reaproximadas em uma lacuna. Os segmentos do nervo são retirados de outra parte do corpo (o local do doador) e inseridos na lesão para fornecer tubos endoneurais para a regeneração axonal através do espaço. No entanto, este não é um tratamento perfeito; muitas vezes o resultado final é apenas recuperação de função limitada. Além disso, a desintoxicação parcial é freqüentemente experimentada no site do doador, e são necessárias cirurgias múltiplas para colher o tecido e implantá-lo.
Quando apropriado, um doador próximo pode ser usado para fornecer inervação aos nervos lesados. O trauma para o doador pode ser minimizado, utilizando uma técnica conhecida como reparo de ponta a ponta. Neste procedimento, uma janela epineural é criada no nervo doador e o coto proximal do nervo lesionado é suturado sobre a janela. Os axônios regeneradores são redirecionados para o toco. A eficácia desta técnica é parcialmente dependente do grau de neurectomia parcial realizada no doador, com graus crescentes de neurectomia gerando aumento da regeneração do axônio dentro do nervo lesionado, mas com a conseqüência do aumento do déficit para o doador.
Algumas evidências sugerem que a entrega local de fatores neurotróficos solúveis no local do enxerto autólogo de nervo pode aumentar a regeneração do axônio dentro do enxerto e ajudar a acelerar a recuperação funcional de um alvo paralisado. Outras evidências sugerem que a expressão induzida pela terapia genética de fatores neurotróficos dentro do músculo alvo também pode ajudar a melhorar a regeneração do axônio. A aceleração da neuroregeneração e a reinervação de um alvo denervado são criticamente importantes para reduzir a possibilidade de paralisia permanente devido à atrofia muscular.

#### Aloenxertos e xenoenxertos
As variações no auto-enxerto de nervo incluem o aloenxerto e o xenoenxerto. Em aloenxertos, o tecido para o enxerto é retirado de outra pessoa, o doador, e implantado no destinatário. Os xenotepostos envolvem o consumo de tecido doador de outra espécie. Os aloenxertos e xenoenxertos têm as mesmas desvantagens que os auto-enxertos, mas, além disso, a rejeição dos tecidos das respostas imunes também deve ser levada em consideração. Muitas vezes, a imunossupressão é necessária com estes enxertos. A transmissão da doença também se torna um fator na introdução de tecido de outra pessoa ou animal. Em geral, os aloenxertos e os xenoenxertos não correspondem à qualidade dos resultados observados com auto-enxertos, mas são necessários quando há falta de tecido nervoso autólogo.

### Canal de orientação do nervo
Devido à funcionalidade limitada recebida dos auto-enxertos, padrão atual para regeneração e reparação do nervo, a pesquisa recente sobre engenharia de tecidos neurais se concentrou no desenvolvimento de condutas de orientação do nervo bioartificial, a fim de orientar o rebrote axonal. A criação de condutas de nervos artificiais também é conhecida como entubulação porque as extremidades do nervo e a lacuna interativa são incluídas dentro de um tubo composto por materiais biológicos ou sintéticos.

### Medicina regenerativa
PCAF causa eventos químicos e genéticos que permitem que os nervos se regenerem. Infelizmente, o tecido cicatricial interfere na capacidade de regeneração dos nervos. Para resolver esse problema, os cientistas podem usar a terapia genética para fazer com que as células nervosas produzam condroitinase ABC, uma enzima que digere o tecido cicatricial, abrindo caminho para que os nervos se regenerem.

### Imunização
Uma direção de pesquisa é para o uso de drogas que visam proteínas inibidoras remieladoras ou outros inibidores. Possíveis estratégias incluem vacinação contra essas proteínas (imunização ativa), ou tratamento com anticorpos previamente criados (imunização passiva). Essas estratégias parecem promissoras em modelos animais com encefalomielite autoimune experimental (EAE), um modelo de MS. Os anticorpos monoclonais também foram utilizados contra fatores inibidores tais como NI-35 e NOGO.